# Campeonato da Europa de Atletismo de 2012 - 3000 m com obstáculos feminino
A prova dos 3000 metros com obstáculos feminino do Campeonato da Europa de Atletismo de 2012 foi disputada entre os dias 28 e 30 de junho de 2012 no Estádio Olímpico de Helsinque em Helsinque,  na Finlândia. 

## Recordes
Antes desta competição, os recordes mundiais e do campeonato nesta prova eram os seguintes:
|                       | Nome             | Nacionalidade | Tempo   | Local     | Data                 |
| --------------------- | ---------------- | ------------- | ------- | --------- | -------------------- |
| Recorde mundial       | Gulnara Samitova | Rússia        | 8m58s81 | Pequim    | 17 de agosto de 2008 |
| Recorde do campeonato | Yuliya Zarudneva | Rússia        | 9m17s57 | Barcelona | 30 de julho de 2010  |
| Recorde europeu       | Gulnara Samitova | Rússia        | 8m58s81 | Pequim    | 17 de agosto de 2008 |

## Medalhistas
| Ouro                | Prata                       | Bronze                      |
| Gülcan Mıngır (TUR) | Antje Möldner-Schmidt (DEU) | Gesa Felicitas Krause (DEU) |

## Cronograma
Todos os horários são locais (UTC+3).
| Data        | Hora  | Evento  |
| ----------- | ----- | ------- |
| 28 de junho | 11:40 | Bateria |
| 30 de junho | 19:55 | Final   |

## Resultados

### Bateria
Qualificação: 4 atletas de cada bateria (Q) mais os 7 melhores qualificados (q). 
| Posição | Bateria | Raia | Atleta                | Nacionalidade | Tempo    | Notas                |
| ------- | ------- | ---- | --------------------- | ------------- | -------- | -------------------- |
| 1       | 2       | 7    | Gülcan Mıngır         | Turquia       | 9:32.39  | Q                    |
| 2       | 2       | 5    | Antje Möldner-Schmidt | Alemanha      | 9:33.47  | Q                    |
| 3       | 2       | 13   | Gesa Felicitas Krause | Alemanha      | 9:35.86  | Q                    |
| 4       | 1       | 3    | Poļina Jeļizarova     | Letónia       | 9:39.92  | Q                    |
| 5       | 1       | 11   | Diana Martín          | Espanha       | 9:40.02  | Q                    |
| 6       | 1       | 4    | Natalya Gorchakova    | Rússia        | 9:40.09  | Q                    |
| 7       | 1       | 8    | Clarisse Cruz         | Portugal      | 9:40.30  | q,                   |
| 8       | 2       | 11   | Ancuța Bobocel        | Roménia       | 9:40.88  | q                    |
| 9       | 1       | 2    | Silvia Danekova       | Bulgária      | 9:42.72  | q,                   |
| 10      | 1       | 9    | Sanaa Koubaa          | Alemanha      | 9:43.08  | q,                   |
| 11      | 2       | 12   | Stephanie Reilly      | Irlanda       | 9:44.15  | q,                   |
| 12      | 2       | 10   | Zulema Fuentes-Pila   | Espanha       | 9:54.16  | q                    |
| 13      | 1       | 7    | Sandra Eriksson       | Finlândia     | 9:55.58  | q                    |
| 14      | 1       | 12   | Matylda Szlęzak       | Polónia       | 9:56.30  |                      |
| 15      | 1       | 6    | Hattie Dean           | Grã-Bretanha  | 9:57.00  | Recorde da temporada |
| 16      | 2       | 2    | Giulia Martinelli     | Itália        | 9:57.19  |                      |
| 17      | 2       | 1    | Vaida Žūsinaitė       | Lituânia      | 9:58.37  | Recorde pessoal      |
| 18      | 2       | 8    | Carla Salomé Rocha    | Portugal      | 10:02.00 |                      |
| 19      | 2       | 9    | Özlem Kaya            | Turquia       | 10:11.69 |                      |
| 20      | 2       | 6    | Mariya Shatalova      | Ucrânia       | 10:15.69 |                      |
| 21      | 1       | 1    | Astrid Leutert        | Suíça         | DNF      |                      |
| 21      | 2       | 4    | Sviatlana Kudzelich   | Bielorrússia  | DSQ      |                      |
| —       | 1       | 5    | Svitlana Shmidt       | Ucrânia       | 9:36.77  | DSQ Doping           |
| —       | 2       | 3    | Lyubov Kharlamova     | Rússia        | 9:39.53  | DSQ Doping           |
| —       | 1       | 10   | Binnaz Uslu           | Turquia       | DNF      | Doping               |
| —       | 1       | 13   | Marta Domínguez       | Espanha       | DNF      | Doping               |

### Final

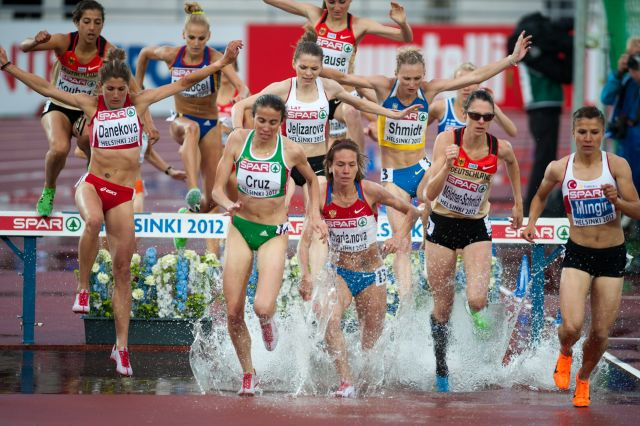
A final em andamento

| Posição           | Raia | Atleta                | Nacionalidade | Tempo    | Notas                |
| ----------------- | ---- | --------------------- | ------------- | -------- | -------------------- |
| Medalha de ouro   | 8    | Gülcan Mıngır         | Turquia       | 9:32.96  |                      |
| Medalha de prata  | 2    | Antje Möldner-Schmidt | Alemanha      | 9:36.37  |                      |
| Medalha de bronze | 14   | Gesa Felicitas Krause | Alemanha      | 9:38.20  |                      |
| 4                 | 4    | Ancuța Bobocel        | Roménia       | 9:41.32  |                      |
| 5                 | 5    | Poļina Jeļizarova     | Letónia       | 9:41.38  |                      |
| 6                 | 9    | Natalya Gorchakova    | Rússia        | 9:42.98  |                      |
| 7                 | 11   | Diana Martín          | Espanha       | 9:45.36  |                      |
| 8                 | 14   | Clarisse Cruz         | Portugal      | 9:47.76  |                      |
| 9                 | 10   | Sandra Eriksson       | Finlândia     | 9:48.19  | Recorde da temporada |
| 10                | 1    | Silvia Danekova       | Bulgária      | 9:51.45  |                      |
| 11                | 7    | Stephanie Reilly      | Irlanda       | 9:53.90  |                      |
| 12                | 6    | Sanaa Koubaa          | Alemanha      | 10:02.33 |                      |
| 13                | 12   | Zulema Fuentes-Pila   | Espanha       | 10:05.06 |                      |
| —                 | 3    | Svitlana Shmidt       | Ucrânia       | 9:33.03  | Doping               |
| —                 | 13   | Lyubov Kharlamova     | Rússia        | 9:58.44  | Doping               |

Legenda
| Recorde mundial       | Recorde mundial (World record)               |                       | Recorde africano                      | Recorde africano (African) |                                           | Q | Classificado por posição (Qualified) |
| Recorde do campeonato | Recorde do campeonato (Championship record)  | Recorde da América    | Recorde da América (Americas)         | q                          | Classificado por melhor tempo (Qualified) |   |                                      |
| Melhor marca do ano   | Melhor marca do ano (World leading)          | Recorde asiático      | Recorde asiático (Asian)              | DNS                        | Não largou (Did not start)                |   |                                      |
| Recorde nacional      | Recorde nacional (National record)           | Recorde europeu       | Recorde europeu (European)            | DNF                        | Não terminou (Did not finish)             |   |                                      |
| Recorde pessoal       | Recorde pessoal do atleta (Personal best)    | Recorde da Oceania    | Recorde da Oceania (Oceania)          | DSQ / DQ                   | Desclassificado (Disqualified)            |   |                                      |
| Recorde da temporada  | Recorde da temporada do atleta (Season best) | Recorde sul-americano | Recorde sul-americano (South America) | NM                         | Sem marca (No mark)                       |   |                                      |